# Lukavica, Bardejov
Lukavica este o comună slovacă, aflată în districtul Bardejov din regiunea Prešov. Localitatea se află la altitudinea de 358 m deasupra n.m., se întinde pe o suprafață de 8,29 km2 și în 2017 număra 380 de locuitori.

## Istoric
Localitatea Lukavica este atestată documentar din 1389.

## Demografie
| An:                | 1994 | 2004   | 2014  | 2024   |
| ------------------ | ---- | ------ | ----- | ------ |
| Număr de persoane: | 399  | 375    | 381   | 371    |
| Diferență:         |      | −6,01% | +1,6% | −2,62% |

| An:                | 2023 | 2024   |
| ------------------ | ---- | ------ |
| Număr de persoane: | 376  | 371    |
| Diferență:         |      | −1,32% |